# Chirilagua
Chirilagua es un distrito del municipio de San Miguel Centro del departamento de San Miguel, El Salvador. Cuenta con una población de 19,368 hab. según el Censo de Población y Vivienda 2024.

## Historia
Por el año de 1770, según el arzobispo don Pedro Cortés y Larraz, Chirilagua era una próspera hacienda de ganado y cereales, situada en la parroquia o curato de Conchagua. En 1786 esta hacienda quedó incluida en el partido de San Miguel, uno de los quince en que se dividió la Intendencia de San Salvador. Posteriormente en la referida hacienda se formó un caserío o aldea que, por Decreto Legislativo de 24 de abril de 1899, se desmembró conjuntamente con el de Gualozo del distrito de San Miguel y se incorporó en el municipio de Intipucá, departamento de La Unión. Chirilagua es nombre geográfico de origen Lenca y, en idioma Lenca salvadoreño hablado por estos aborígenes ultralempinos, significa «Las Tres Estrellas», pues está constituido de las raíces chiri, estrella, y lagua, tres. Como la raíz desinencial, lagua, lleva invívito el término gua, wal, agua o río, la traducción correcta del toponímico en cuestión es «Río de las Tres Estrellas».
Siendo Presidente de la República el general Tomás Regalado, por Decreto Legislativo de 20 de abril de 1901 los valles de Chirilagua y Gualozo, de la jurisdicción de Intipucá, y los de San Pedro, Guadalupe y Chilanguera, de la jurisdicción de San Miguel, se erigieron en pueblo, con el nombre de Chirilagua. El nuevo municipio, en virtud de esa Ley, quedó incorporado en el distrito de San Miguel y, un mes más tarde, el 18 de mayo de 1901, la primera municipalidad de este pueblo entró en funciones. Durante la administración del general Maximiliano Hemández Martínez y por Decreto Legislativo de 17 de abril de 1940, se otorgó el título de villa al pueblo de Chirilagua. Desde su fundación forma parte del departamento y distrito de. San Miguel.

## Geografía
Tiene una superficie de 206,9 km² lo que lo convierte en el segundo distrito de mayor tamaño, solo por detrás de la cabecera departamental, el distrito de San Miguel.

### Clima
Según la clasificación climática de Köppen, Chirilagua tiene un clima tropical de sabana.
En Chirilagua, la temporada de lluvia es opresiva y nublada, la temporada seca es bochornosa y mayormente despejada y es muy caliente durante todo el año. La temporada más mojada dura 5.5 meses, de 12 de mayo a 28 de octubre, La temporada más seca dura 6.5 meses, del 28 de octubre al 12 de mayo.
En términos de temperatura podemos encontrar dos temporadas:
La temporada calurosa dura 7 meses, del 14 de febrero al 14 de septiembre, y la temperatura máxima promedio diaria es más de 31 °C. El día más caluroso del año es el 5 de abril, con una temperatura máxima promedio de 32 °C  y una temperatura mínima promedio de 24 °C.
La temporada fresca dura 5 meses, del 15 de septiembre al 13 de febrero, y la temperatura máxima promedio diaria es menos de 30 °C. El día más frío del año es el 20 de enero, con una temperatura mínima promedio de 23 °C y máxima promedio de 31 °C.